# Sclafani Bagni
Sclafani Bagni – miejscowość i gmina we Włoszech, w regionie Sycylia, w prowincji Palermo.
Według danych na rok 2004 gminę zamieszkiwało 506 osób, 3,8 os./km².